# 白馬山脈
白馬山脈（しらまさんみゃく）は紀伊山地に属する和歌山県の山脈の一つ。
護摩壇山から有田川と日高川の間を東西に走り、紀伊半島最西端の日ノ岬に至る。

## 主な峰
- 城ヶ森山（1,269m）
- 石堂山（1,080m）
- 水ヶ宝形山（1,063m）
- 白井山（952m）
- 白馬山（957m）
- 小山（458m）